# La chica del puente
La chica del puente (La Fille sur le pont) es una película de 1998 dirigida por Patrice Leconte y escrita por Serge Fridman. Está protagonizada por Daniel Auteuil y Vanessa Paradis. 

## Sinopsis
Adele y Gabor se conocen en un puente de París; ella está a punto de suicidarse y él la convence para que no lo haga. A cambio le ofrece vivir a su lado, siendo el blanco de sus cuchillos en las presentaciones circenses que Gabor organiza. Adèle siempre ha sido una mujer desdichada y tiene un carácter inestable que le impide ser feliz. Junto a Gabor su suerte cambiará.

## Premios
1999: Globos de oro: Nominada Mejor película de habla no inglesa
2000: Nominada Premios BAFTA: Mejor película en habla no inglesa